# Tribunal Superior de Perpinyà
El Tribunal Superior de Perpinyà (també conegut com a Tribunal Superior d'Andorra) fou un òrgan jurisdiccional col·legiat de la justícia andorrana, vigent del 1888 al 1993, amb seu a la ciutat de Perpinyà i dependent del copríncep francès, que coneixia, en tercera i última instància, dels recursos interposats davant seu contra les resolucions dictades pel jutge d'apel·lacions. Compartia aquestes funcions amb el Tribunal Superior de la Mitra, que depenia del copríncep episcopal. Desaparegué arran de la reorganització del poder judicial que succeí a l'aprovació de la Constitució andorrana del 1993.
Fou creat mitjançant decret del 13 de juliol del 1888, publicat al Diari Oficial de la República Francesa del 20 de juliol.
El Tribunal Superior d'Andorra estava inicialment format pel president del Tribunal civil de Perpinyà, que en presidia les sessions, i quatre jutges: el veguer francès, un conseller de prefectura dels Pirineus Orientals, un membre del Col·legi d'Advocats de Perpinyà i un quart membre escollit entre persones coneixedores de la llengua catalana i dels usos i els costums d'Andorra. Tret dels dos membres nats, els altres eren designats mitjançant decret. El Tribunal fou reorganitzat mitjançant un segon decret del 19 de gener del 1898. En virtut d'aquest decret, passava a ser membre nat del Tribunal el vicepresident del consell de prefectura dels Pirineus Orientals, en substitució del conseller de prefectura designat nominativament mitjançant decret. Alhora es permetia que el Tribunal es constituís vàlidament amb només tres jutges, sempre que entre aquests tres hi constés el president.
La Llei qualificada de la Justícia, aprovada pel Consell General en la seva sessió dels dies 2 i 3 de setembre de 1993, va significar la fi del Tribunal Superior de Perpinyà, que fou substituït pel Tribunal Superior de Justícia d'Andorra, que en endavant passava a ser la màxima instància judicial del Principat.